# سد حسن دوم
سد حسن دوم (به فرانسوی: Barrage Hassan II) یک سد وزنی در مراکش است که در منطقه شرق (مراکش) واقع شده‌است.